# سلاش (مشروب)

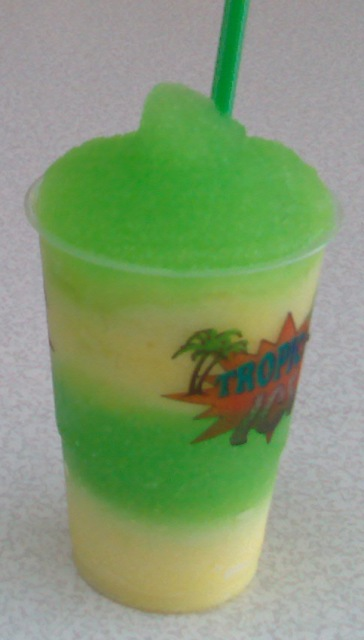

السلاش (بالإنجليزية: Slush)‏ أو الثلج المائع هو مشروب له شعبية واسعة منعش بنكهات مختلفة يتميز بالثلج المجروش. يسمى أيضاً العصير المُجمَّد أو العصير المُثلَّج.
يصنع السلاش بمزج السكر مع الماء، ولمنع الخليط من التجمد لدرجة الصلابة، يجب أن يكون تركيز السكر بين 12% و 22% في المحلول. يعمل السكر هنا كمانع تجمد في المحلول. تدور آلة صنع السلاش وتحرك الخليط بسرعة ثابتة بحيث تترابط جزيئات السكر والماء معاً قبل أن يتجمد الماء. بهذه الطريقة يتشكّل المزيج اللين ويجهز للشرب.
الجليد المتكسر في الماء هو معيار نقطة الانصهار للماء ويساوي 32 درجة فهرنهايتية، أي ما يعادل درجة الصفر المئوي. وقد يكون الثلج المصنع من الماء عند درجة الصفر المئوي أو أقل. يتم تسخين الآلات للحفاظ على سائل الشراب من التجمد إلى حالة الصلابة. وأحياناً يضاف مواد للشراب لجمع درجة حرارة التجمد أقل، بحيث يكون الشراب أكثر برودة من الماء.

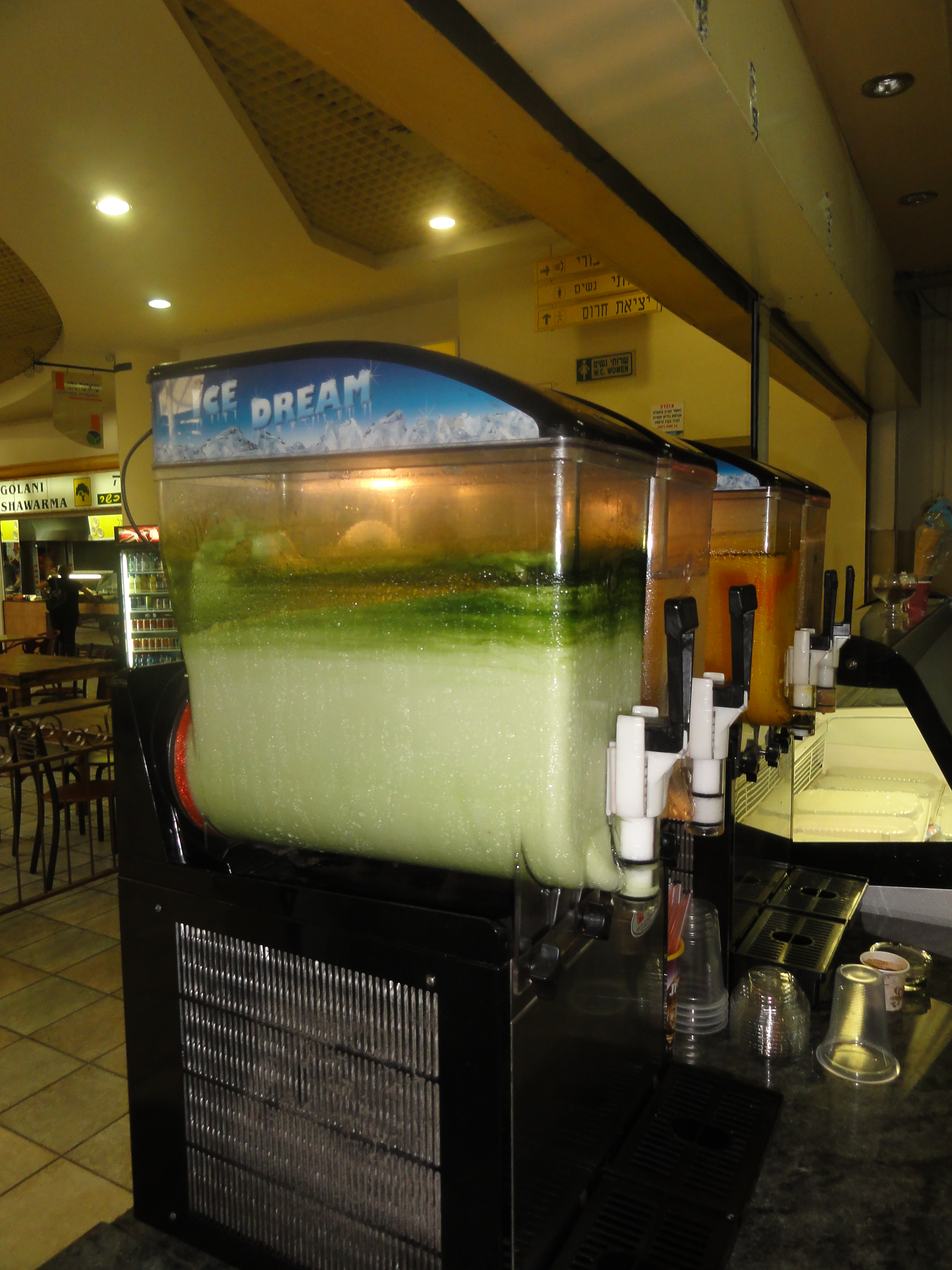
آلة صنع السلاش